# پیامدگرایی

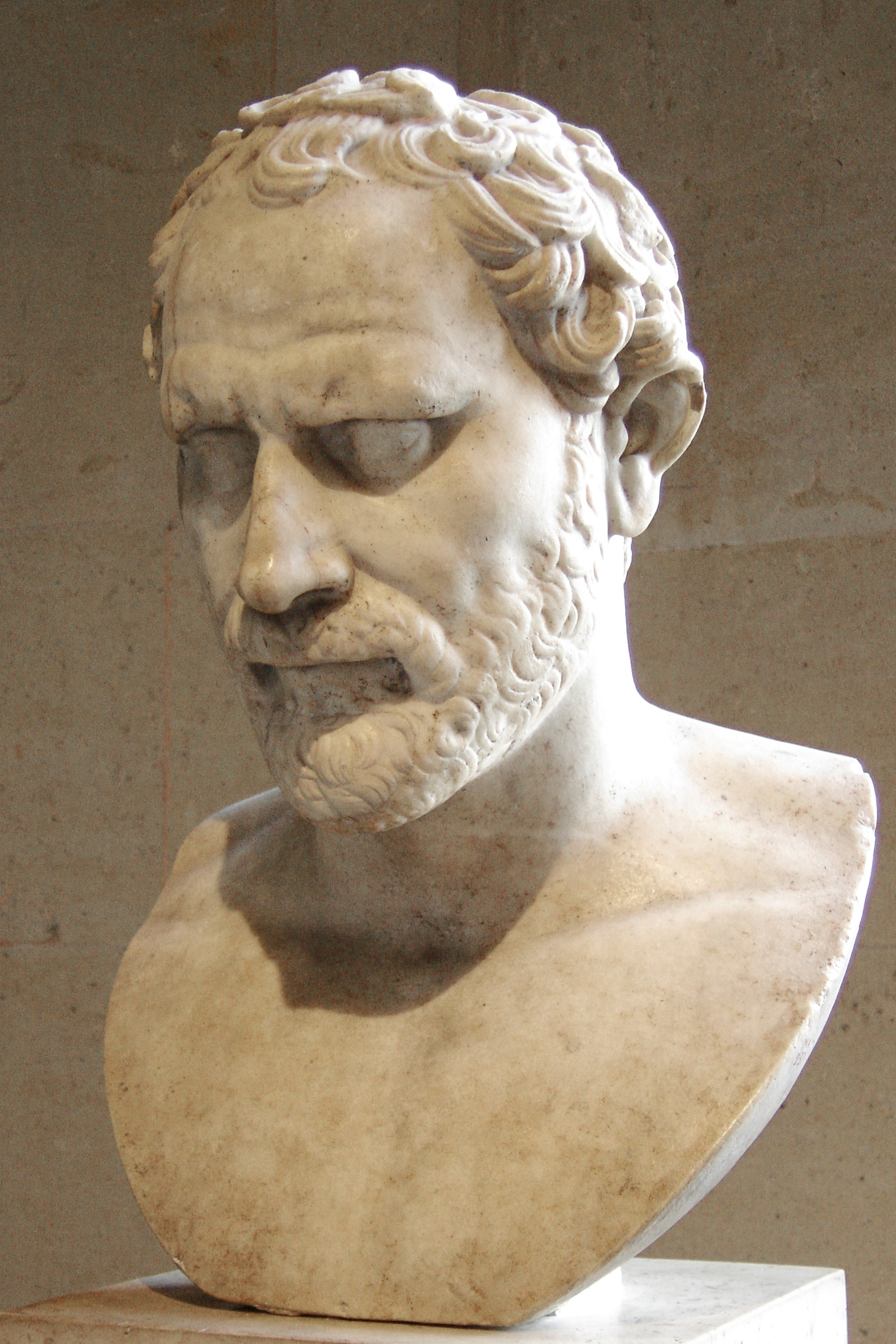
دموستنس: «هر مزیتی در گذشته در پرتو موضوع نهایی قضاوت می‌شود.»

پیامدگرایی (یا عواقب‌گرایی، غایت‌گرایی) دیدگاهی دربارهٔ اخلاق است که در هر عملی باید به عواقب و پیامدهای آن نگریست و دید چه آثار و عواقبی به دنبال دارد. بنا به پیامدگرایی، اخلاقی‌ترین عمل، عملی است که دارای «بهترین پیامد» باشد، حتی اگر ذاتاً شر باشد؛ منظور از واژهٔ «پیامد» در مکتب پیامدگرایی، هر چیزی است که عمل ما سبب می‌شود، از جمله ذات عمل.
برای مثال، اگر فرض این باشد که هدف اخلاق: (الف) گسترش خوشبختی و خلاصی از درد یا (ب) ایجاد بیشترین مقدار آزادی ممکن در جهان یا (پ) ادامه بقای گونه ما است، در این صورت پیامدگرایی پذیرفته شده است. اگرچه این سه دیدگاه دربارهٔ نوع پیامد دلخواه با هم تفاوت دارند هر سه دربارهٔ اهمیت پیامد موافقند.
پیامدگرایی بر دو اصل مبتنی است:
- اینکه درست یا غلط بودن یک عمل، فقط به نتیجه آن عمل بستگی دارد.
- هرچه عملی پیامد خوب بیشتری به بار بیاورد عمل بهتر یا درست‌تری است.[۴]

سودمندگرایی جان استوارت میل یا جرمی بنتام نمونه‌های شناخته‌شده پیامدگرایی هستند. در مقابل، اخلاق وظیفه‌گرا یا نظریه‌های وظیفه‌گرایی جان لاک و امانوئل کانت نمونه‌های ناپیامدگرایی هستند.